# Тессеракт (киновселенная Marvel)
Тессера́кт (англ. Tesseract) — вымышленный артефакт медиафраншизы «Кинематографическая вселенная Marvel» (КВМ), сконструированный в форме прозрачного четырёхмерного гиперкуба и являющийся материальной оболочкой одного из Камней Бесконечности — Камня Пространства. Артефакт основан на Космическом кубе из комиксов компании Marvel Comics.

## Создание и отличия от комиксов
Тессеракт вдохновлён Космическим кубом, который первоначально появился в комиксе Tales of Suspense #79 и был создан Стэном Ли и Джеком Кирби. По сюжету предмет разработала организация «А.И.М.» для своих планов по мировому господству. В Кинематографической вселенной Marvel объект получил эксклюзивное название «Тессеракт», которое позже также было добавлено в мультсериал «Мстители, общий сбор!». В комиксах Космический куб мог изменять саму реальность и генерировал почти неограниченную энергию. Поэтому Тессеракт в своих первых появлениях в КВМ в большей степени позиционировался как источник энергии, а не как Камень Бесконечности; лишь после выхода фильма «Мстители» (2012) было принято решение сконцентрировать первые три фазы франшизы на Камнях Бесконечности, и Тессеракт стал содержать Камень Пространства.

## Вымышленная история артефакта
Изначально Тессеракт находился в сокровищнице Одина, однако в 1409 году по неизвестной причине Один решил спрятать его на Земле. До 1942 года Тессеракт хранился у культа в Тёнсберге (Норвегия) в одном из храмов в тайнике, открывающимся нажатием на глаз змея Ёрмунганда.
В 1942 году Красный Череп находит Тессеракт и истребляет деревню. Организация «Гидра» в дальнейшем использует Тессеракт для разработки современного оружия, основанного на его энергии. Планам Красного Черепа мешает Капитан Америка и в ходе финальной битвы между Черепом и Капитаном, Череп берёт Тессеракт в руки, в результате чего он перемещает Черепа на Вормир, делая его хранителем Камня Души. После перемещения Черепа, Тессеракт прожигает борт корабля и теряется в Северном Ледовитом океане. Позже, Тессеракт находит Говард Старк .
В дальнейшем Тессеракт попадает в проект организации «Щ.И.Т.» — «Пегас» для изучения. Артефакт привлекает внимание Мар-Велл, учёной Крии, находившейся на Земле под прикрытием. В 1989 году она создаёт для Скруллов прототип сверхмощного двигателя на основе энергии Тессеракта. Однако вскоре во время нападения других Крии под командованием Йон-Рогга под излучение Тессеракта попадает пилот Кэрол Дэнверс и обретает сверхсилы, заключающиеся в выделении большого количества энергии, но при этом теряет память. В дальнейшем Скруллы прячут Тессеракт на борту замаскированного корабля на орбите вокруг Земли. Когда Кэрол Дэнверс узнаёт правду о своей жизни, она обнаруживает местонахождение Тессеракта на корабле и отдаёт его Нику Фьюри. Флеркен Гуся поглощает Тессеракт, а затем выплёвывает его на стол Фьюри .
В 2011—2012 годах Ник Фьюри вербует учёного Эрика Селвига для изучения Тессеракта и перемещает Тессеракт на объект «объединения тёмной энергии». Позднее асгардский бог Локи перемещается на Землю при помощи Тессеракта, захватывает разум Эрика Селвига, Клинтона Бартона и других агентов и заполучает Тессеракт. Ник Фьюри собирает кандидатов инициативы «Мстители», чтобы остановить Локи и вернуть Тессеракт. Сводный брат Локи Тор объясняет землянам, что Локи нужен Тессеракт, чтобы захватить Землю с помощью армии Читаури, а затем, отдать его им. Во время исследования скипетра Локи Тони Старк и Брюс Бэннер раскрывают, что «Щ.И.Т.» использует Тессеракт для разработки оружия массового поражения. В дальнейшем Эрик Селвиг, будучи под контролем Локи, с помощью Тессеракта открывает межпространственный портал для армии Читаури, однако позже Наташе Романофф удаётся закрыть портал при помощи скипетра Локи. После этого Тессеракт вместе с пленённым Локи был возвращён Тором в Асгард.
До 2017 года Тессеракт хранится в Сокровищнице Одина. В 2017 году Локи, во время Рагнарёка крадёт Тессеракт из Сокровищницы Одина и прячет его с помощью своей магии.
В 2018 году межгалактический титан Танос атакует корабль асгардцев «Властитель» и заставляет Локи отдать Тессеракт под угрозой убийства Тора. Танос разрушает Тессеракт и извлекает из него Камень Пространства .

## Альтернативные версии
Альтернативные версии Тессеракта появляются в фильме «Мстители: Финал» (2019), в первом эпизоде первого сезона сериала «Локи» и в первом эпизоде первого сезона анимационного сериала «Что, если…?» (2021):

### Операция «Хрононалёт»
В 2023 году, команда «Мстители» разрабатывает операцию «Хрононалёт», заключающуюся в изъятии альтернативных версий Камней Бесконечности из прошлого, и выбирает Тессеракт, как одну из целей для изъятия.

#### Попытка изъятия Тессеракта из 2012 года
Тони Старк, Стив Роджерс, Скотт Лэнг и Брюс Бэннер отправляются в альтернативный 2012 год, во время битвы за Нью-Йорк, чтобы одновременно заполучить Камни Пространства, Разума и Времени.
Тони Старк и Скотт Лэнг пытаются изъять Тессеракт с помощью возникновения сердечной аритмии у Старка из прошлого, провоцированной Лэнгом, однако в процессе этого, Халк из прошлого сбивает Старка из будущего, в результате чего Тессеракт попадает в руки альтернативной версии Локи. Локи захватывает Тессеракт и сбегает с его помощью в пустыню Гоби.
Позже, Локи и Тессеракт захватывают агенты организации «Управление временными изменениями» (УВИ) и стирают данную реальность, а сам Тессеракт отписывают в качестве улики. При перемещении в УВИ, Тессеракт теряет свою силу и тускнеет. Затем, Локи выкрадывает Тессеракт у агента УВИ, однако обнаруживает, что в УВИ Тессеракт не работает, а сами Камни Бесконечности являются обычными пресс-папье для бумаги.

#### Изъятие Тессеракта из 1970 года
Ввиду проваленной миссии по изъятию Тессеракта, Тони Старк предлагает Стиву Роджерсу отправиться в апрель 1970 года в лагерь «Лихай», бывший в то время базой «Щ.И.Т.» под прикрытием, чтобы изъять оттуда не только Тессеракт, но и частицы Пима, необходимые для возвращения. Герои перемещаются в 1970 год. Старк находит Тессеракт и перемещает его на базу Мстителей. Затем, Тессеракт разрушают и изъятый Камень Пространства используют для возвращения половины живых существ во Вселенной.

### «Что, если…?»
В альтернативном 1942 году, Капитан Картер не позволяет Красному Черепу заполучить Тессеракт. С помощью его энергии Говард Старк создаёт Крушителя «Гидры» для Стива Роджерса, так и не ставшего суперсолдатом. Однако «Гидре» всё же удаётся отбить Тессеракт, и Череп использует его, открывая портал и выпуская в мир гигантское чудовище, прозванное «Чемпионом „Гидры“», которое тут же убивает Черепа. Капитан Картер заталкивает чудовище обратно в портал, оставляя после себя только Тессеракт. В 2012 году, Капитан Картер появляется на объекте «Щ.И.Т.» при помощи открывшего портал Тессеракта.

## Критика и наследие
Томас Бэкон из «Screen Rant» отмечал, что «Тессеракт — самый важный Макгаффин в фильмах Первой фазы». По поводу Второй фазы, где Тессеракт появлялся дважды, журналист писал, что это тоже «были важные сцены». Насчёт Третьей фазы, в которой завершается история Камней Бесконечности, Бэкон подчеркнул, что «Тессеракт является жизненно важной частью этого». Помимо того он акцентировал внимание на том, что вымышленный предмет появлялся больше, чем такие главные герои, как Капитан Америка или Железный человек. Донья Абрамо с сайта «Hypable» писала, что «Тессеракт сыграл значительную роль во всей КВМ»; она добавила, что «за более чем десятилетие фильмов в Кинематографической вселенной Marvel ни один другой Камень Бесконечности не играл такой ключевой роли, как Камень Пространства, более известный как Тессеракт», подчёркивая его влияние на сюжетные линии франшизы. Кроме того она также составила полную хронологию Тессеракта. Росс Миллер из Polygon и Эрик Диаз из Nerdist также подмечали ключевое влияние Тессеракта на франшизу.
Фанаты в основном положительно восприняли Тессеракт, о чём может свидетельствовать, например, тот факт, что пользователи «Reddit» составили инфографику, на которой прослеживается «путешествие» предмета по КВМ. Адреон Паттерсон из «Comic Book Resources» пишет: «Реакция на странице Reddit превратилась в дискуссию, поскольку пользователи обсуждали происхождение и важность камня в КВМ. Однако то, как Тессеракт движется от фильма к фильму, только подчёркивает построение мира и лора КВМ».
В статье 2018 года «Extreme Mechanics Letters» было высказано предположение, что Таносу потребовалась бы «минимальная сила захвата более 40 000 тонн, что примерно в 750 000 раз больше, чем у обычного человека», чтобы сломать Тессеракт, изображённый в фильме, предполагая, что объект был «полностью углеродным нано-тессерактом или гиперкубом, спроецированным в 3D-пространство».

## Комментарии
1. ↑  События фильма «Первый мститель» (2011)
2. ↑  События фильма «Капитан Марвел» (2019)
3. ↑  События фильма «Мстители» (2012)
4. ↑  События фильма «Тор: Рагнарёк» (2017)
5. ↑  События фильма «Мстители: Война бесконечности» (2018)
6. ↑  События эпизода «Glorious Purpose» первого сезона сериала «Локи» (2021)